# Dendrocygna javanica
La yaguasa hindú, suirirí de Java, sirirí de Java, pijije de Java o pato silbador de la India (Dendrocygna javanica) es una especie de ave anseriforme de la familia Anatidae ampliamente distribuida por toda Asia; es posible su observación desde Japón a la India y de Sri Lanka a Indonesia.

## Biología
Es una especie gregaria. Se alimentan de plantas que rebuscan en el fondo de charcas sumergiéndose, incluyendo los granos de arroz en campos de cultivo del sureste asiático, además de todo tipo de animales que capturan en el agua desde pequeños peces y ranas a invertebrados como moluscos y gusanos.